# GAZ-61
GAZ-61 – samochód terenowy produkowany przez firmę GAZ w latach 1941-1945. Do napędu użyto silnika R6 o pojemności 3,5 litra. Moc przenoszona była na obie osie poprzez 3-biegową skrzynię biegów. Samochód wyposażony był w mechaniczne hamulce na obu osiach.

## Historia
Samochód powstał jako następca dla nieudanego wojskowego samochodu terenowego GAZ-21 (6x4), który pozostał w fazie prototypu. Na podstawie wyników prób stało się jasne, że samochód terenowy powinien mieć napęd na wszystkie koła. Skonstruowanie takiego samochodu stało się możliwe po opracowaniu konstrukcji przegubów homokinetycznych przedniego mostu napędowego, skopiowanych z amerykańskich przegubów Weiss, których sprzedaży licencji firma odmówiła. Prace projektowe rozpoczęto we wrześniu 1938, głównym konstruktorem był Witalij Graczow. Konstrukcja samochodu oparta była na samochodzie osobowym GAZ-11. Próby pierwszego prototypu GAZ-61 rozpoczęto 10 czerwca 1939; miał on nadwozie 4-drzwiowego kabrioletu GAZ-11-40, stąd wersja ta wyróżniana jest obecnie jako GAZ-61-40. Prototyp wyposażony był w amerykański silnik R6 Dodge D-5 (87 KM), napęd samochodów seryjnych miał stanowić wzorowany na nim radziecki silnik GAZ-11, w ulepszonej wersji GAZ-11A z aluminiową głowicą, o mocy zwiększonej do 85 KM. Małoseryjne wytwarzanie samochodu rozpoczęto dopiero w 1941 roku, produkując początkowo 5 kabrioletów. Od czerwca 1941 wprowadzono do produkcji jako standardowe dla GAZ-61 czterodrzwiowe zamknięte nadwozie z samochodu GAZ-11-73 - wersja ta oznaczana jest GAZ-61-73. Zbudowano też prototyp pick-upa GAZ-61-415, który nie wszedł do produkcji. Oprócz tego 25 czerwca 1941 zbudowano prototyp lekkiego ciągnika artyleryjskiego GAZ-61-417 z odkrytym nadwoziem przystosowanym do celów wojskowych, bez drzwi (według innych informacji, oznaczonego GAZ-61-416. Według Graczowa, do końca roku powstało 36 ciągników. Miały być używane do holowania armat przeciwpancernych 57 mm ZiS-2 i zostały użyte m.in. w walkach pod Moskwą. 
Niemiecki atak na ZSRR i trudna sytuacja materiałowa, zwłaszcza braki dużych arkuszy blachy do wytłaczania, spowodowała, że produkcja GAZ-61 nie została rozwinięta. Poza tym, GAZ-61 był zbyt drogi i skomplikowany w produkcji, żeby pełnić rolę samochodu terenowego ogólnego użytku; w konsekwencji samochody te przeznaczone były przede wszystkim dla wyższych dowódców Armii Czerwonej. Duży rozstaw osi, przejęty z samochodu osobowego, również nie był optymalny dla samochodu terenowego. Zamiast tego, w oparciu o podzespoły GAZ-61, skonstruowano samochód terenowy GAZ-64. W 1941 roku powstało 181 samochodów GAZ-61, w 1942 tylko dwa, po czym ich produkcję wstrzymano. Jeszcze w 1944 roku zbudowano 9 samochodów i w 1945 roku dwa. Jedyny zachowany obecnie egzemplarz GAZ-61-73 należał do marszałka Iwana Koniewa.
Według niektórych danych, łącznie powstało 238 egzemplarzy wszystkich wersji modelu.

## Dane techniczne

### Silnik
- GAZ-11A - R6 3,5 l (3485 cm³), 2 zawory na cylinder, benzynowy, SV
- Układ zasilania: gaźnik
- Średnica cylindra × skok tłoka: 82,00 mm × 100,00 mm
- Stopień sprężania: 6,5:1
- Moc maksymalna: 85 KM przy 3400 obr./min
- Maksymalny moment obrotowy: b/d

### Osiągi
- Prędkość maksymalna: 100 km/h (107 km/h GAZ-61-73)
- Średnie zużycie paliwa: 17,0 l / 100 km

### Inne
- Koła: 7,0 x 16 cali
- Ładowność: 350 kg
- Prześwit: 210 mm